# Саксонська правда
Саксонська правда (лат. Lex Saxonum) — збірка норм звичаєвого права племені саксів з 66 глав, складена латиною і затверджена 802 або 802 року. Збереглася вона в двох списках — Корвейському і Шпангенберзькому.

## Історія
Одним з засобів приборкання саксів з боку франкського короля Карла I було правове унормування Саксонії. Здійснювалося це після успішних походів. У 782 або 785 році після перемог над Відукіндом було видано «Капитулярії про області Саксонії» (лат. Capitulatio de partibus Saxoniae), що складався з 14 статтей, з яких 12 впроваджували різні покарання, насамперед смертю. 797 року видано «Нові Саксонські капітулярії», де було пом'якшено статті попередних капітулярій. Створення збірки було завершено у 802 або 803 році, затверджено на одну з рейхстагів.

## Зміст
Складається з 66 статей. Деяка строкатість змісту давала підставу дослідникам стверджувати, що Саксонська правда була складена з різних частин (від 2 до 5). Найімовірніше складалася в цілому придворним апаратом Карла I за участю представників саксонської знаті. При складанні використані були Капітулярії 782—785 і 797 років, інші варварські правди, насамперед Ріпуарська.
Статті збірки присвячені охороні політичної влади, влади пана, захисту приватної власності, затвердженню спадкової власності, встановлювалося привілейоване становище знаті в порівнянні з простими вільними вояками і літами. В ній лише один пункт присвячений церкві.